# Congresso Nacional do Brasil
O Congresso Nacional é o órgão constitucional que exerce, no âmbito federal, as funções do poder legislativo, quais sejam, elaborar/aprovar leis e fiscalizar o Estado brasileiro (suas duas funções típicas), bem como administrar e julgar (funções atípicas). O Congresso é bicameral, logo composto por duas Casas: o Senado Federal (integrado por 81 senadores, que representam as 27 unidades federativas, isto é, os 26 estados e o Distrito Federal) e a Câmara dos Deputados (integrada por 513 deputados federais, que representam o povo).
No Senado Federal, todas as unidades federativas têm o mesmo número de representantes (3 senadores), independentemente do tamanho de suas populações; enquanto na Câmara dos Deputados, o número de representantes de cada unidade federativa varia conforme o tamanho da sua população (estados mais populosos, como São Paulo, chegam a eleger 70 deputados, ao passo que os menores, como o Acre, elegem oito).
O Congresso reúne-se anualmente na capital federal, de 2 de fevereiro a 17 de julho e de 1 de agosto a 22 de dezembro. Até a emenda constitucional n.º 50 de fevereiro de 2006 (EC 50/2006), o período era de 15 de fevereiro a 30 de junho e de 1 de agosto a 15 de dezembro. Cada período é chamado de período legislativo, sendo o ano conhecido como sessão legislativa ordinária. A legislatura é o período de quatro anos no qual o Congresso se reúne que coincide com o mandato de deputado federal. Quando o Congresso é reunido fora dos períodos legislativos é necessário ser feita uma convocação extraordinária, instalando-se a denominada sessão legislativa extraordinária.
O presidente do Congresso Nacional é o presidente do Senado Federal, já que o presidente da Câmara é o segundo na linha de sucessão presidencial, após o vice-presidente do Brasil. As competências administrativas e funcionais do funcionamento conjunto das duas casas do Congresso Nacional são dispostas pelo Regimento Comum do Congresso Nacional do Brasil, com natureza jurídica de regimento interno.

## História

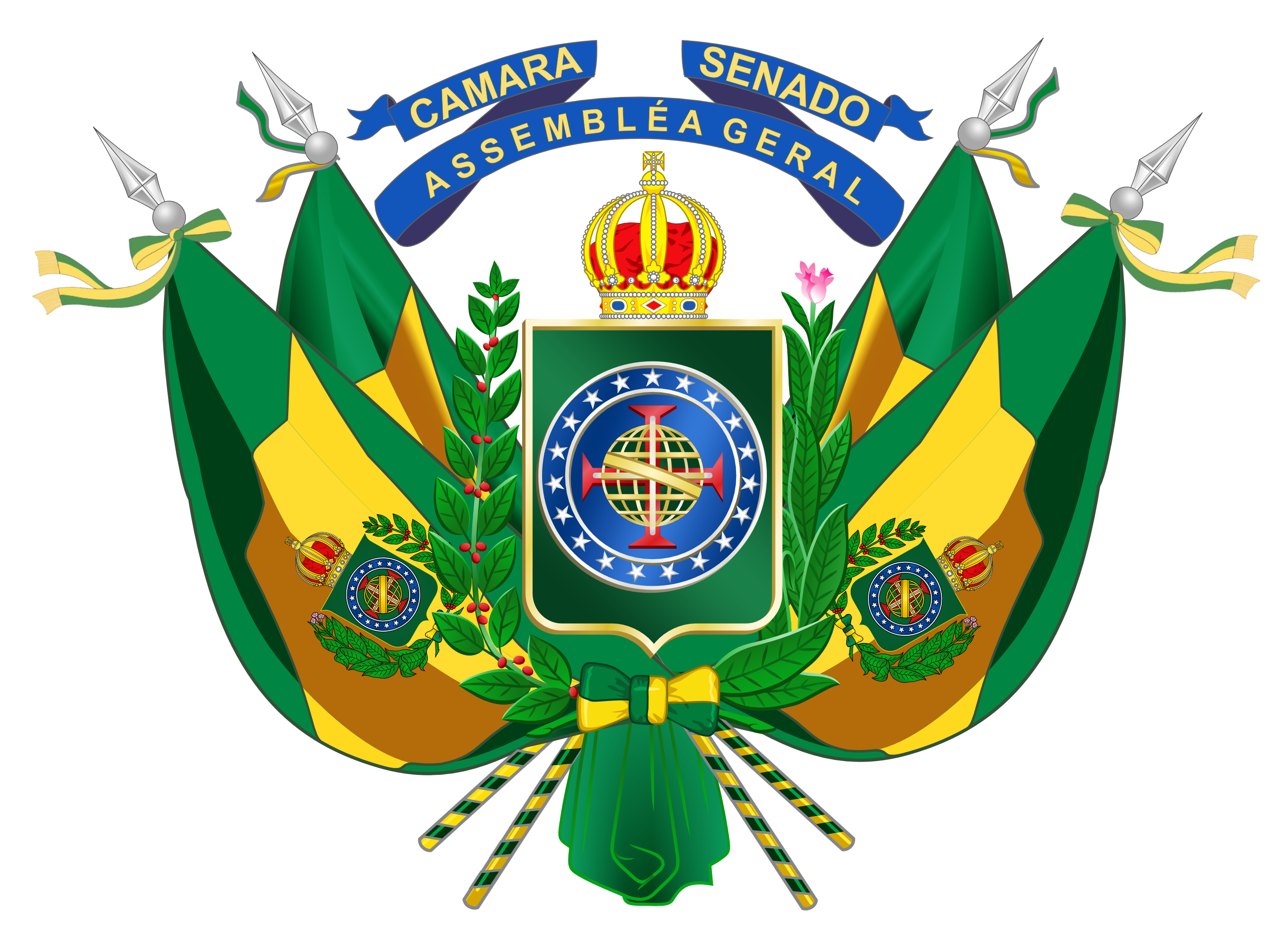
Brasão de Armas da Assembleia Geral Legislativa (atual Congresso Nacional) durante o período monárquico do Brasil.

O Congresso Nacional foi criado pela constituição de 1824 com a denominação de Assembleia Geral Legislativa do Império do Brasil e instalada em 6 de maio de 1826, de composição bicameral, com formação por uma Câmara dos Deputados Gerais e pela Câmara dos Senadores. A partir de 1889, com a república, sua denominação muda para Congresso Nacional da República dos Estados Unidos do Brasil, mantendo a tradição bicameral sedimentada pela Constituição brasileira de 1891, com mandato de 9 anos para senadores e de 4 para deputados, que passaram a receber a denominação de deputados federais.

A antiga Casa de Câmara e Cadeia (Cadeia Velha), atual Palácio Tiradentes, onde ocorreu a Assembleia Constituinte do Brasil de 1823. E a primeira sede do Congresso Legislativo do Brasil.

## Estrutura

### Bancadas parlamentares
No Congresso Nacional são estabelecidas bancadas/frentes parlamentares em torno de agendas temáticas que defendem. Destacadamente, os congressistas estão agrupados em seis delas: da bala ou "policial", evangélica (Frente Parlamentar da Evangélica), ruralista (Frente Parlamentar da Agropecuária) — estas três primeiras conhecidas popularmente como Bancada BBB (Bala, Bíblia e Boi) —, educacional, sindical e LGBT+.

### Mesa diretora
O órgão deliberativo de direção do Congresso Nacional é a Mesa Diretora do Congresso Nacional. Para a composição da sua Mesa, o Congresso se utiliza de membros da Mesa do Senado Federal e da Câmara dos Deputados.
Órgão administrativo, na estrutura da organização estatal, entende-se como ente desconcentrado da união, o que não é o Congresso Nacional. Trata-se apenas de um ente deliberativo que ocorre com a reunião entre as duas Casas.
A composição da Mesa do Congresso Nacional desde 2025 é a seguinte:
| Cargo               | Cargo em uma das casas                      | Titular atual                       |
| ------------------- | ------------------------------------------- | ----------------------------------- |
| Presidente          | Presidente do Senado Federal                | Senador Davi Alcolumbre (UNIÃO-AP)  |
| 1.º Vice-presidente | 1.º Vice-presidente da Câmara dos Deputados | Deputado Altineu Côrtes (PL-RJ)     |
| 2.º Vice-presidente | 2.º Vice-presidente do Senado Federal       | Senador Humberto Costa (PT-PE)      |
| 1.º Secretário      | 1.º Secretário da Câmara dos Deputados      | Deputado Carlos Veras (PT-PE)       |
| 2.º Secretário      | 2.º Secretário do Senado Federal            | Senador Confúcio Moura (MDB-RO)     |
| 3.º Secretário      | 3.ª Secretária da Câmara dos Deputados      | Deputada Delegada Katarina (PSD-SE) |
| 4.º Secretário      | 4.º Secretário do Senado Federal            | Senador Laércio Oliveira (PP-SE)    |

### Casas

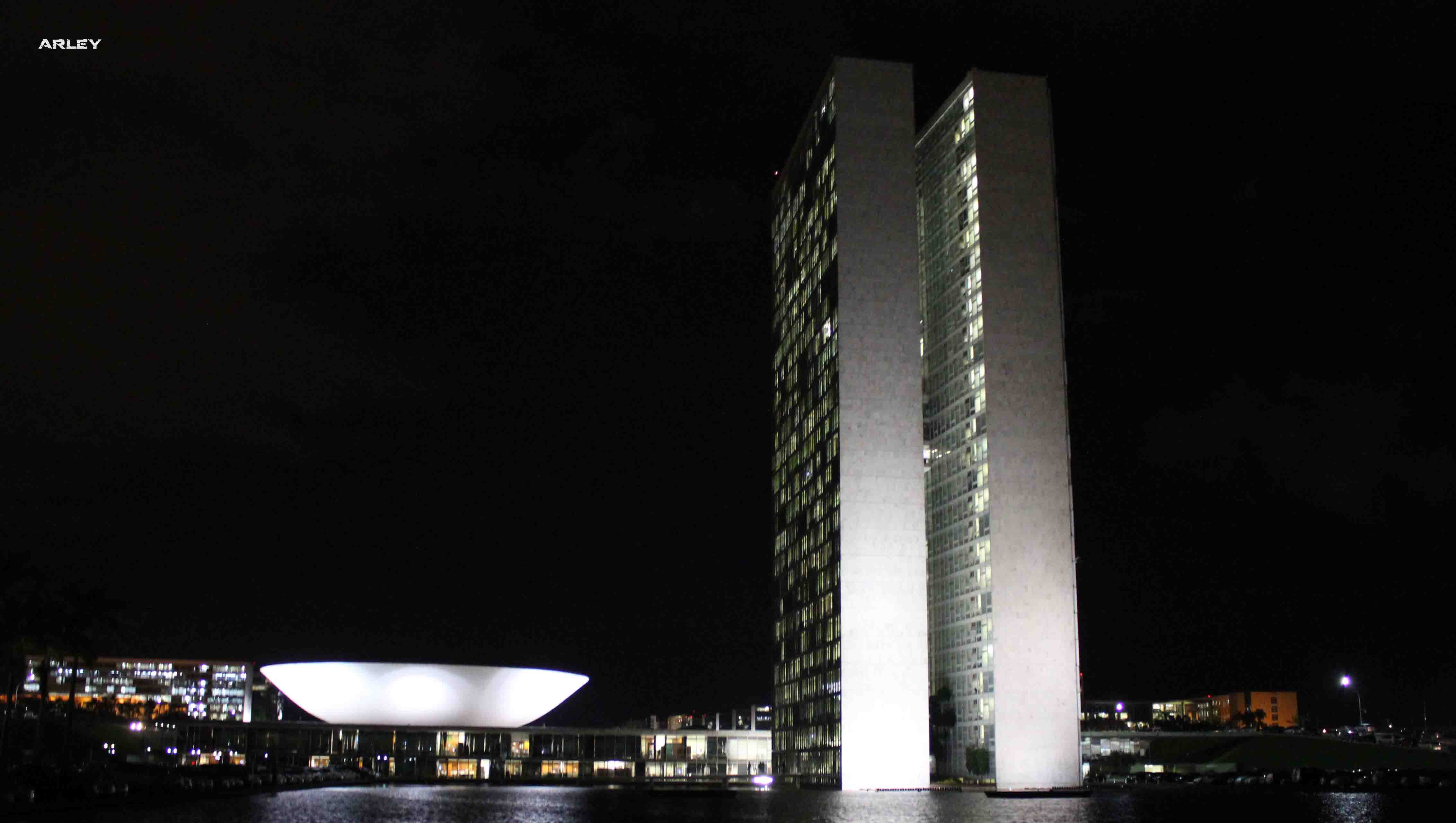
Vista noturna do Congresso Nacional

O processo legislativo brasileiro é bicameral, pois envolve a manifestação de vontade de duas câmaras legislativas para a produção das normas jurídicas. As normas que se submetem a esse procedimento são as emendas à Constituição Federal, as leis federais complementares, ordinárias e delegadas, as medidas provisórias, os decretos legislativos federais e as resoluções comuns das duas casas do Congresso Nacional do Brasil.
Todas as normas são apreciadas pelas duas Casas, em conjunto ou separadamente. Os projetos que tramitam conjuntamente nas duas Casas são os relativos às leis orçamentárias — Plano Plurianual, Lei de Diretrizes Orçamentárias, Lei Orçamentária Anual e suas alterações e as Medidas Provisórias editadas pelo Poder Executivo. Além disso, ainda submetem-se a deliberação das duas Casas, em sessão conjunta, os vetos presidenciais a projetos de lei, e a criação de créditos adicionais.

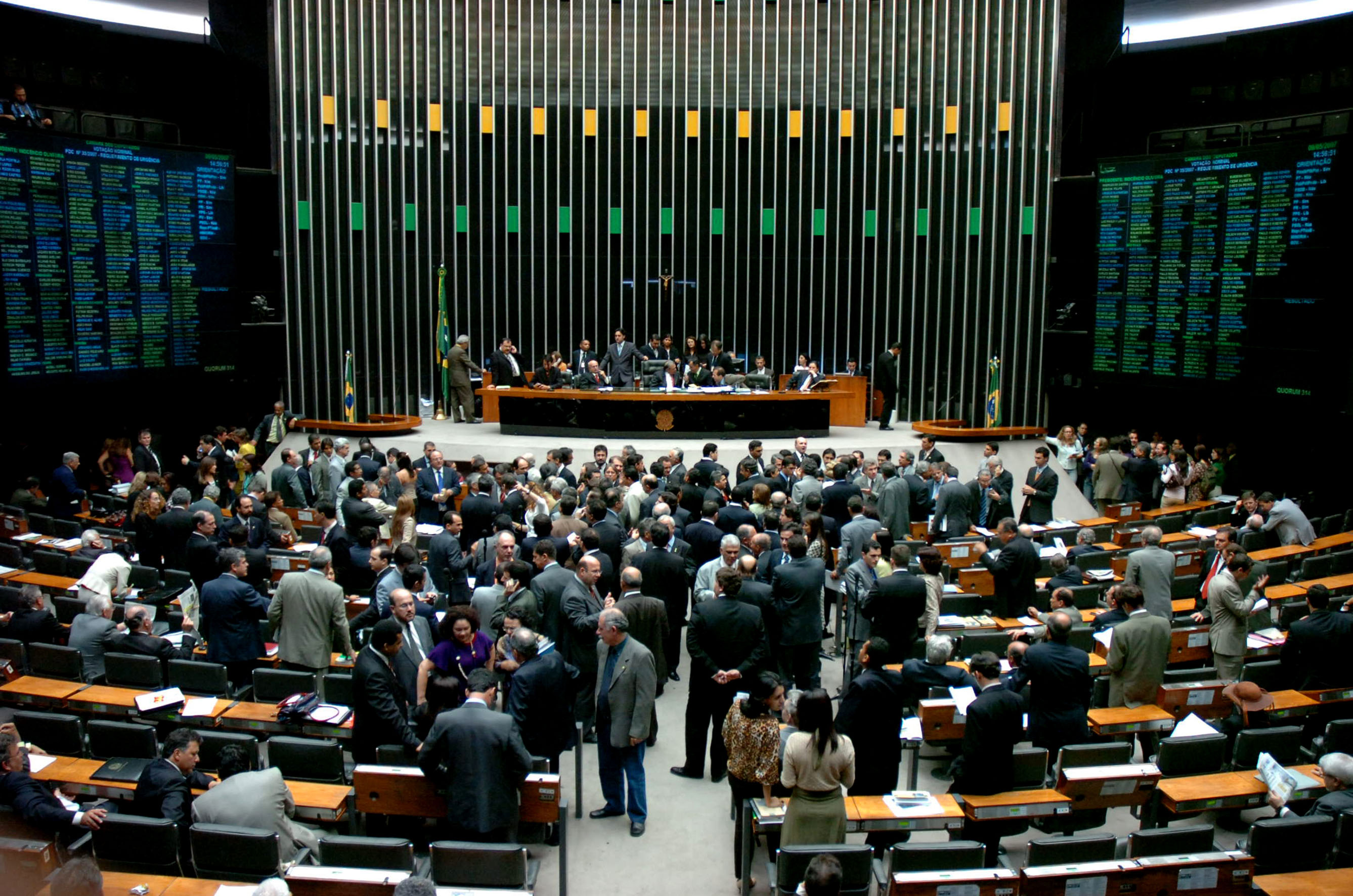
Plenário da Câmara dos Deputados.
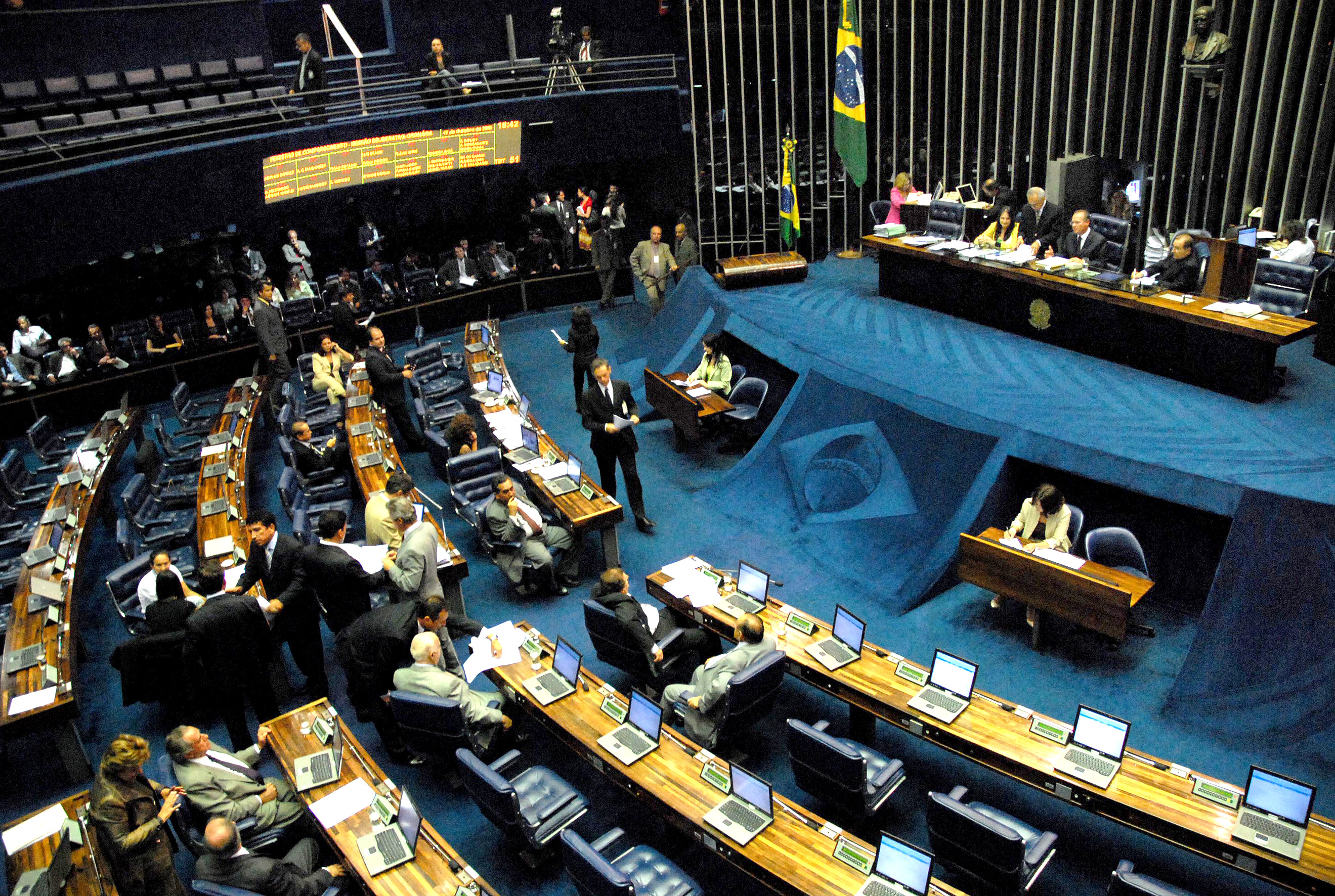
Plenário do Senado Federal.
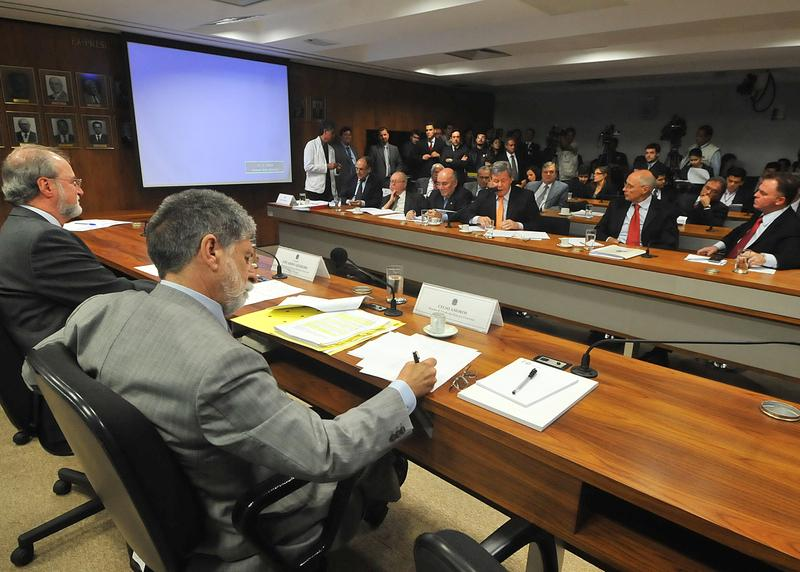
Uma das várias salas de comissões.
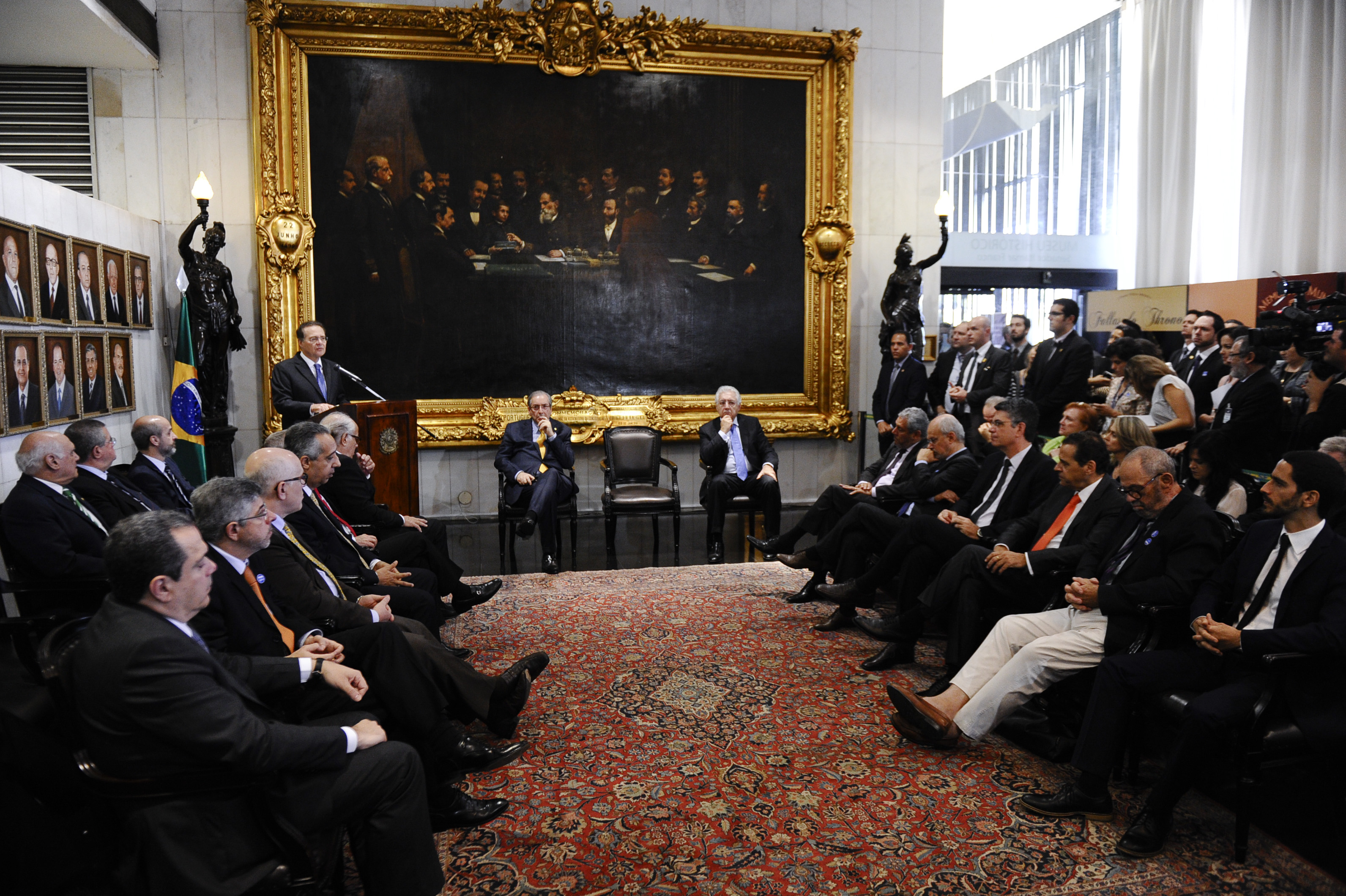
Salão nobre do Senado Federal.

### Sede

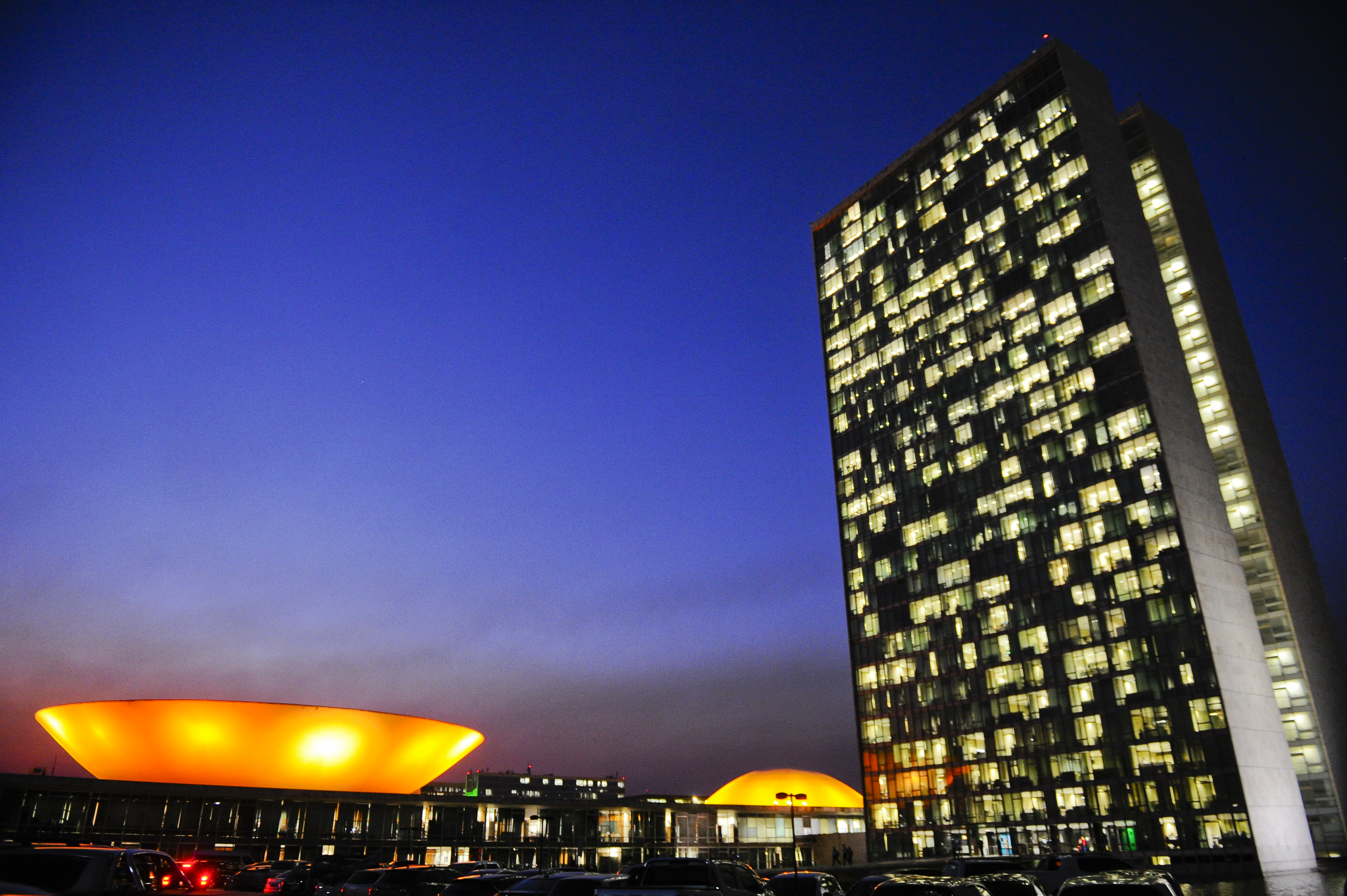
Sede do Congresso Nacional à noite.

O Congresso sediou-se no Rio de Janeiro, da Independência até 1960. A partir de 1926, o Palácio Tiradentes abrigou os trabalhos do Congresso Nacional. Em 1960, houve a transferência para Brasília, e desde então o Congresso Nacional opera no Palácio do Congresso Nacional.
Como a maioria das construções oficiais brasilienses, o edifício do Congresso foi concebido por Oscar Niemeyer com projeto estrutural do engenheiro Joaquim Cardozo, e segue o estilo da arquitetura moderna brasileira.  A semiesfera à esquerda é o assento do Senado, e a semiesfera à direita é o assento da câmara dos deputados. Entre eles há duas torres dos escritórios. O congresso ocupa também outros edifícios vizinhos, alguns deles interconectados por um túnel.
O edifício é situado no meio do Eixo Monumental, a principal avenida da capital brasileira. Na frente dele há um grande gramado, onde acontecem passeatas, protestos e outras manifestações públicas. Na parte de trás do edifício, se encontra a praça dos Três Poderes, onde estão o Palácio do Planalto e o  Supremo Tribunal Federal. Em 6 de dezembro de 2007, o Iphan decidiu pelo tombamento da estrutura arquitetônica do Congresso Nacional. O prédio está compreendido no patrimônio da Unesco, como peça urbanística do Plano Piloto de Brasília, desde 1987.

## Competências
Ao Congresso Nacional compete dispor, com a sanção do presidente da República, sobre todas as matérias de competência da União, em especial:
- sistema tributário, arrecadação e distribuição de renda;
- plano plurianual, diretrizes orçamentárias, orçamento público, operações de crédito, dívida pública e emissões de curso forçado;
- fixação e modificação do efetivo das Forças Armadas;
- planos e programas nacionais, regionais e setoriais de desenvolvimento;
- limites do território nacional, espaço aéreo e marítimo e bens do domínio da União;
- incorporação, subdivisão ou desmembramento de áreas de Territórios ou Estados, ouvidas as respectivas Assembleias Legislativas;
- transferência temporária da sede do Governo Federal;
- concessão de anistia;
- organização administrativa e judiciária do Ministério Público e da Defensoria Pública da União, dos Territórios e do Distrito Federal;
- criação, transformação e extinção de cargos, empregos e funções públicas;
- criação e extinção de Ministérios e órgãos da administração pública;
- telecomunicações e radiodifusão;
- matéria financeira, cambial e monetária instituições financeiras e suas operações;
- moeda, seus limites de emissão, e montante da dívida mobiliária federal;
- fixação do subsídio dos ministros do Supremo Tribunal Federal.

É de competência exclusiva do Congresso Nacional:
- resolver definitivamente sobre tratados, acordos ou atos internacionais que acarretem encargos ou compromissos gravosos ao patrimônio nacional;
- autorizar o Presidente da República a declarar guerra, a celebrar a paz, a permitir que forças estrangeiras transitem pelo território nacional ou nele permaneçam temporariamente, ressalvados os casos previstos em lei complementar;
- autorizar o presidente e o vice-presidente da República a se ausentarem do País, quando a ausência exceder a quinze dias;
- aprovar o estado de defesa e a intervenção federal, autorizar o estado de sítio, ou suspender qualquer uma dessas medidas;
- sustar os atos normativos do Poder Executivo que exorbitem do poder regulamentar ou dos limites de delegação legislativa;
- mudar temporariamente sua sede;
- fixar idêntico subsídio para os Deputados Federais e os Senadores;
- fixar os subsídios do Presidente e do Vice-Presidente da República e dos Ministros de Estado;
- julgar anualmente as contas prestadas pelo Presidente da República e apreciar os relatórios sobre a execução dos planos de governo;
- fiscalizar e controlar, diretamente, ou por qualquer de suas Casas, os atos do Poder Executivo, incluídos os da administração indireta;
- zelar pela preservação de sua competência legislativa em face da atribuição normativa dos outros Poderes;
- apreciar os atos de concessão e renovação de concessão de emissoras de rádio e televisão;
- escolher dois terços dos membros do Tribunal de Contas da União;
- aprovar iniciativas do Poder Executivo referentes a atividades nucleares;
- autorizar referendo e convocar plebiscito;
- autorizar, em terras indígenas, a exploração e o aproveitamento de recursos hídricos e a pesquisa e lavra de riquezas minerais;
- aprovar, previamente, a alienação ou concessão de terras públicas com área superior a dois mil e quinhentos hectares.
- administrar a Ordem do Congresso Nacional.[21]

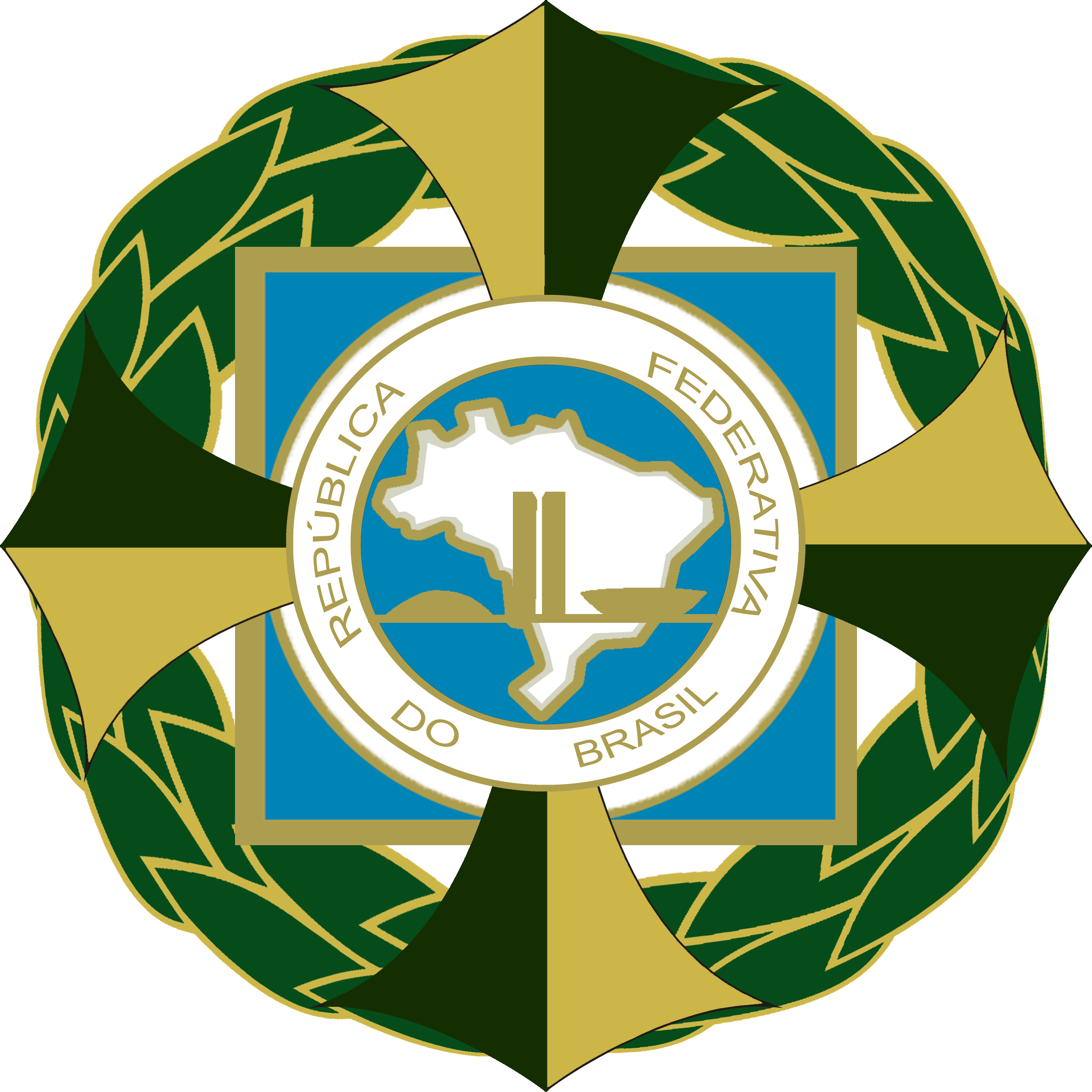
Insígnia da Ordem do Congresso Nacional, a comenda maior da instituição.

## Congressistas
Os membros do Congresso Nacional, também conhecidos como congressistas ou parlamentares, são os senadores (representantes das 27 unidades federativas: os 26 estados e o Distrito Federal) e deputados (representantes dos cidadãos). Não pode haver qualquer diferença entre a remuneração dos deputados e senadores.

### Prerrogativas

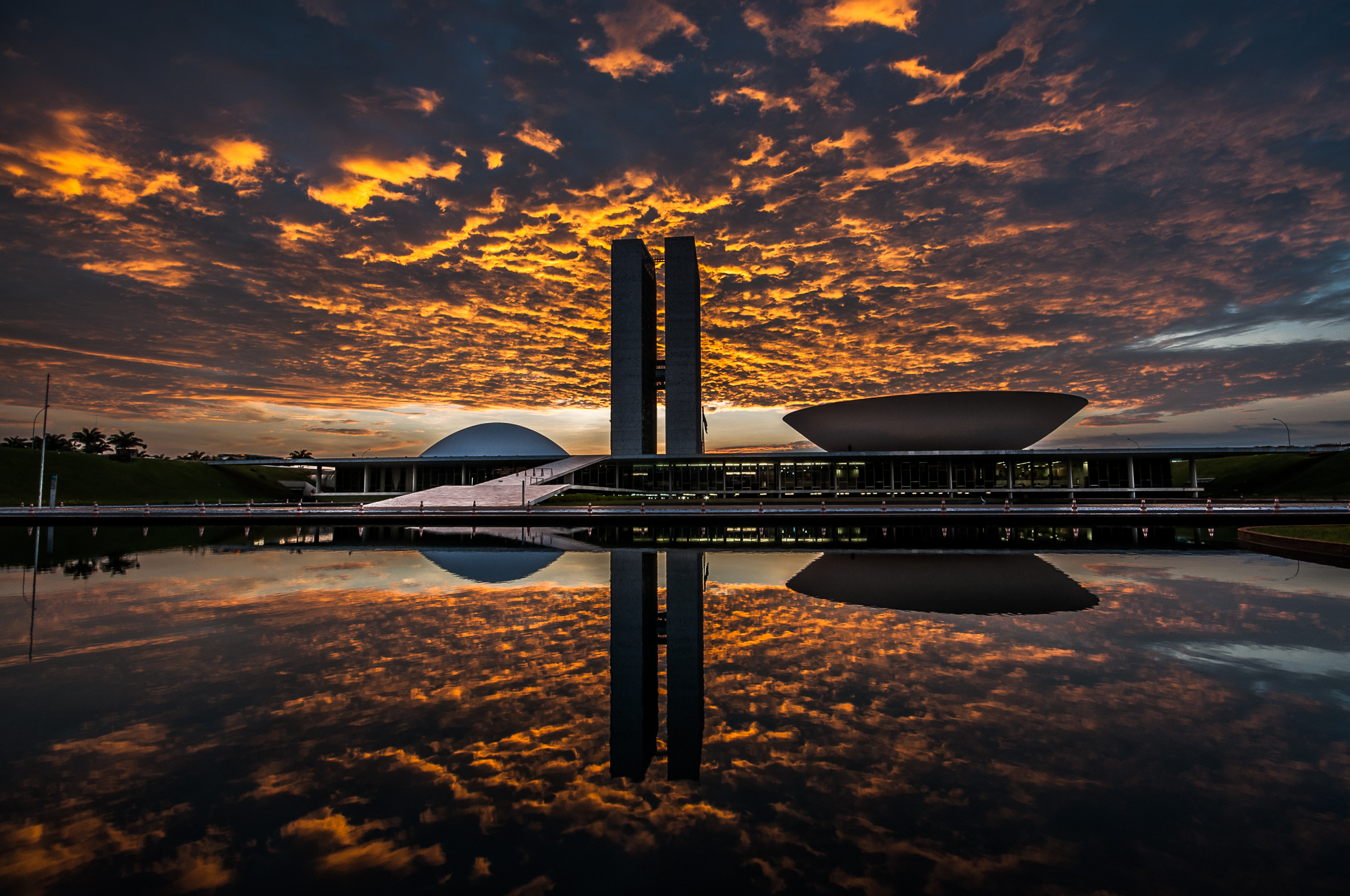
Congresso Nacional ao entardecer.

Com a finalidade de garantir a independência do Poder Legislativo, os parlamentares possuem algumas prerrogativas, dentre as quais, encontram-se as imunidades.

#### Imunidade material
Também conhecida como inviolabilidade, consiste em afastar a ilicitude dos crimes de opinião ('por exemplo, injúria, difamação, calúnia, entre outros), quando praticados por parlamentares no exercício de suas funções. Assim, os parlamentares são invioláveis, civil e penalmente, por quaisquer de suas opiniões, palavras ou votos, devendo, para tanto, haver uma pertinência temática, com o exercício do mandato parlamentar.

#### Imunidade formal

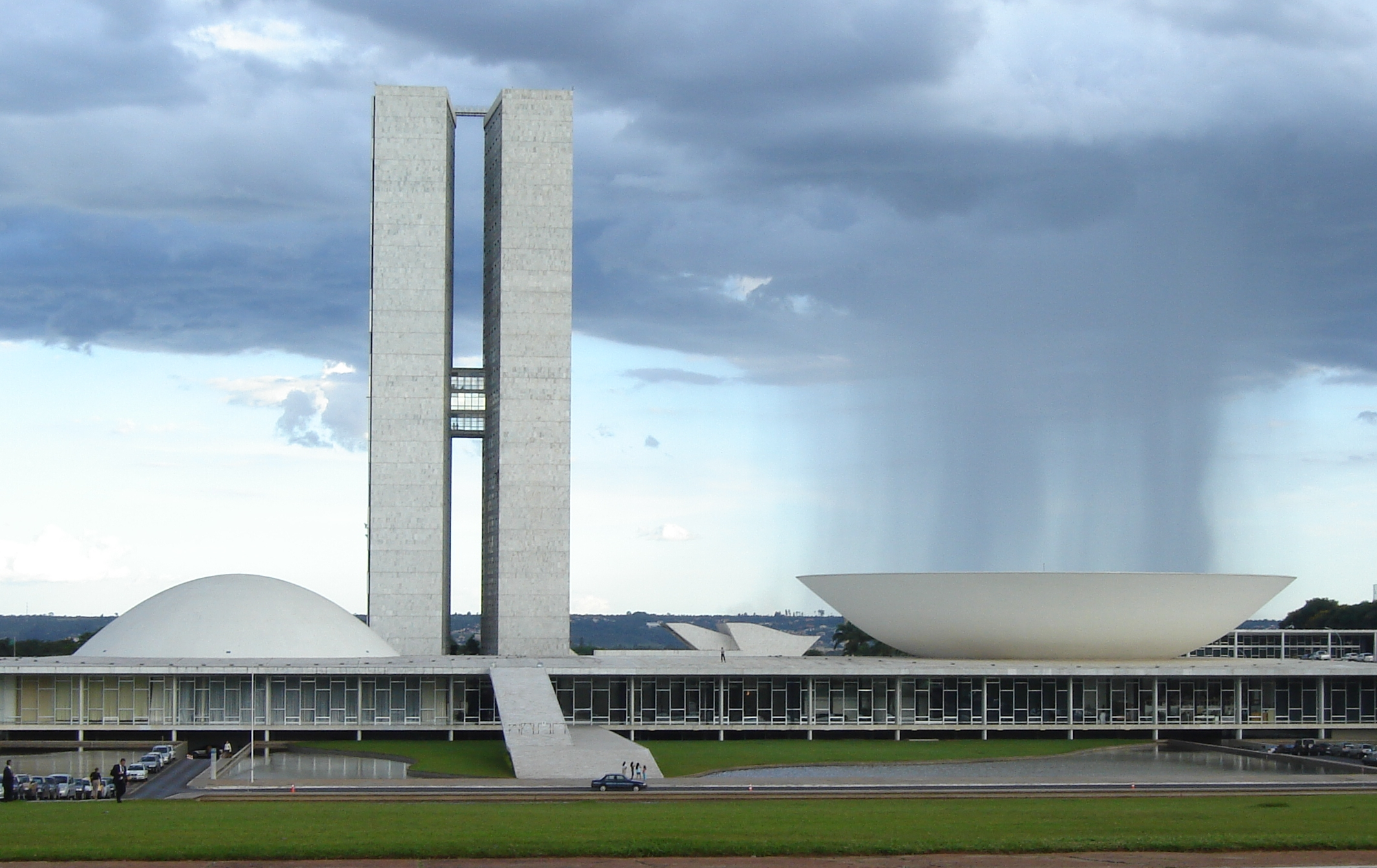
Congresso Nacional do Brasil (arquitetura de Oscar Niemeyer, com cálculo estrutural do engenheiro Joaquim Cardozo).

É a prerrogativa que garante ao parlamentar a impossibilidade de ser preso, salvo em flagrante delito de crime inafiançável, ou, ainda, a sustação do andamento da ação penal, neste caso, somente por crimes praticados após a diplomação. Assim, o congressista não poderá sofrer qualquer tipo de prisão cautelar, prisão preventiva ou prisão por sentença penal transitada em julgado. Caso seja preso em flagrante por crime inafiançável, a sua manutenção na prisão dependerá da autorização da Casa (por votação da maioria dos seus membros) a qual ele pertença.
Já no caso da sustação do andamento do processo criminal, após a Emenda Constitucional n. 35, o parlamentar só poderá ter suspenso o seu processo pela respectiva Casa e, ainda sim, somente nos crimes praticados após a sua diplomação. Dessa forma, caso a Casa pretenda suspender o processo criminal contra o seu membro, será necessária a iniciativa de partido político nela representado, além da aprovação, pelo voto da maioria de seus membros. Com a suspensão do processo, os prazos prescricionais ficam suspensos.

### Foro por prerrogativa de função
Também conhecido pelo "senso comum" como foro privilegiado, o foro por prerrogativa de função ou ratione muneris, consiste em outra garantia funcional conferida aos parlamentares. Após a diplomação, os congressistas só poderão ser julgados pelo Supremo Tribunal Federal. Após a revogação da Súmula 394, pelo STF, encerrado o mandato do parlamentar, não compete mais a esse Tribunal julgar os ex-parlamentares, devendo estes serem processados como quaisquer outros cidadãos. Na ação penal 937, que se aplica apenas aos deputados federais e senadores, o tribunal decidiu que (i) o foro por prerrogativa de função aplica-se apenas aos crimes cometidos durante o exercício do cargo e relacionados às funções desempenhadas, (ii) após o final da instrução processual, com a publicação do despacho de intimação para apresentação de alegações finais, a competência para processar e julgar ações penais não será mais afetada em razão de o agente público vir a ocupar outro cargo ou deixar o cargo que ocupava, qualquer que seja o motivo.

### Outras garantias dos congressistas
Visando assegurar ao máximo o bom funcionamento do Poder Legislativo, os seus membros possuem outras garantias: não poderão ser incorporados às Forças Armadas, ainda que militares e em tempo de guerra, somente podendo sê-lo com a prévia licença da respectiva Casa; os congressistas não são obrigados a testemunhar sobre informações recebidas ou prestadas em razão do exercício do mandato, nem sobre pessoas que lhes confiaram ou deles receberam informações. Caso o parlamentar se licencie para exercício de cargo executivo, perderá as suas prerrogativas.

## Fechamento ou dissolução do Congresso Nacional

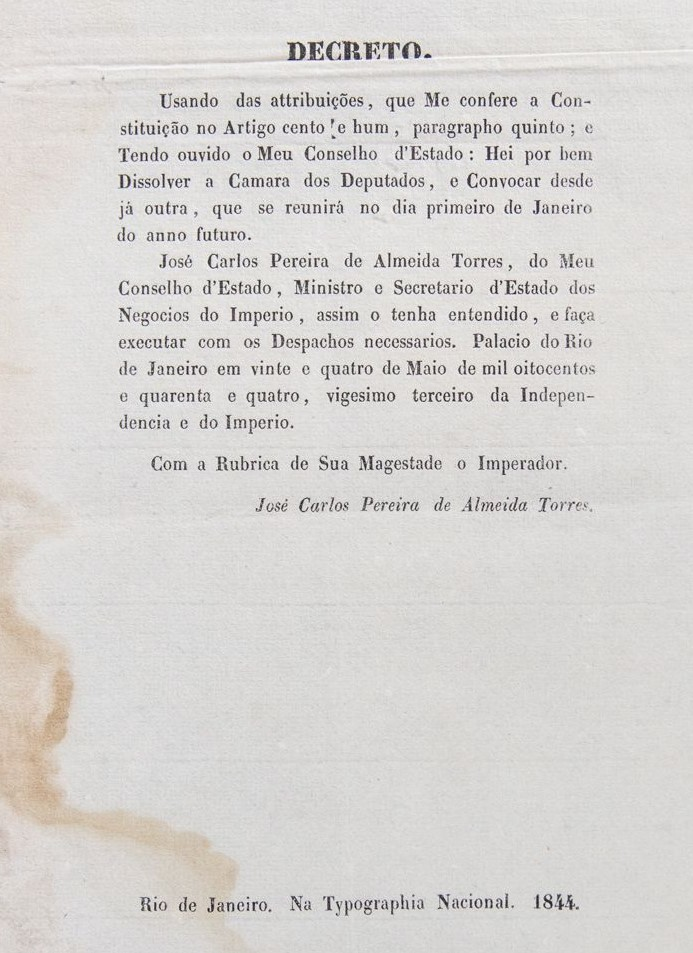
Decreto de D. Pedro II com base no dispositivo constitucional do artigo 101, inciso V, da Constituição brasileira de 1824.

O Parlamento brasileiro foi dissolvido ou fechado por dezoito vezes. D. Pedro I chegou a incluir na Constituição o poder de dissolver o Parlamento (Poder Moderador). No Segundo Império, o Parlamento foi dissolvido onze vezes por D. Pedro II – sempre que o embate entre conservadores e liberais ou entre os legisladores e o governo atingiu um grau considerado elevado demais pelo imperador: Contudo, vale observar que a Constituição brasileira de 1824 previa no artigo 101, inciso V, a dissolução eventual da Câmara dos Deputados, não do Senado. Esse mecanismo atualmente é típico de países de sistema semipresidencial e ou sistemas  parlamentaristas.
- O primeiro caso ocorreu no período colonial, com os primeiros deputados brasileiros que atuavam em Lisboa.
- Em maio de 1823, oito meses após a Independência do Brasil, iniciou-se a primeira experiência parlamentar, com a instalação do parlamento bicameral a Assembleia Geral, constituinte e Legislativa do Império do Brasil, com a tarefa de elaborar a primeira Constituição do Brasil. Em confronto com os deputados, seis meses mais tarde, D. Pedro I dissolveu a assembleia, mandou prender e exilar parte dos deputados e criou um Conselho de Estado para redigir a Constituição, que outorgou em 1824.

- Marechal Deodoro da Fonseca proclama a República, em 1889. Foi instalado um Congresso Constituinte para preparar a primeira Constituição republicana, que entrou em vigor em 1891. Entretanto, em 3 de novembro daquele ano, novamente o Parlamento seria fechado por Deodoro da Fonseca. A tentativa de golpe não teve êxito e Deodoro foi forçado a renunciar em 23 de novembro.[28]

- Getúlio Vargas fechou o Congresso por duas vezes. Durante a Revolução de 1930, Vargas decretou em 11 de novembro ato dissolvendo o Congresso Nacional, as assembleias legislativas dos estados e as câmaras municipais. Na Revolução Constitucionalista de 1932, Vargas se viu forçado a reabrir o Congresso. Em 10 de novembro de 1937, deu um golpe de estado, instituindo a ditadura do Estado Novo. Fechou o Congresso e outorgou uma nova Constituição, de cunho autoritário. Os trabalhos legislativos ficaram suspensos por nove anos – até 31 de janeiro de 1946. Em pronunciamento por rádio, fez críticas ao regime democrático.

Durante a ditadura militar brasileira, o Congresso foi fechado por quatro vezes.
- Em 27 de outubro de 1965, com o Ato Institucional n.º 2 (AI-2), decretado pelo marechal Castelo Branco. Nesse período o presidente tinha a prerrogativa de legislar.
- Em 20 de outubro de 1966, Castelo Branco decretou recesso por um mês.
- Em 13 de dezembro de 1968, o marechal Costa e Silva baixou o Ato Institucional n.º 5, fechando o Congresso para "combater a subversão e as ideologias contrárias às tradições de nosso povo".[30]
- O último a decretar o fechamento do Legislativo foi o general Ernesto Geisel, em 1977, por meio do "Pacote de Abril", depois que o Congresso rejeitou uma emenda constitucional. Geisel alegou que o MDB havia estabelecido uma "ditadura da minoria".

A cassação de mandatos foi um outro instrumento utilizado pela ditadura militar contra o Legislativo. Durante esse período, 173 deputados federais foram cassados em pleno exercício do mandato.